# Hans Heß (Admiral)
Hans Heß (* 25. Mai 1929 in Thal, Wartburgkreis; † 14. November 2024) war ein deutscher Marineoffizier, zuletzt Konteradmiral der Volksmarine.

## Leben
Heß, Sohn eines Autoschlossers, arbeitete nach seinem Abitur von 1944 bis 1945 als Maschinenschlosser. Er studierte von 1946 bis 1950 Gesellschaftswissenschaften und wurde 1947 Mitglied der SED. In die bewaffneten Organe der DDR trat er am 18. November 1950 als Kursant der Seepolizeischule Parow ein, die er 1951 absolvierte. Von 1951 bis 1953 diente er als Stellvertreter des Kommandeurs für politische Arbeit einer Kompanie und anschließend bis 1955 als Oberinstrukteur an der Unterführer- und Mannschaftsschule der Volkspolizei See in Parow. Er absolvierte von 1955 bis 1959 höhere Kurse für Offiziere an der Militärpolitischen Akademie in Moskau und wurde im Anschluss bis 1961 als stellvertretender Chef und Leiter der Politabteilung einer Torpedoschnellbootbrigade eingesetzt. Diese Tätigkeit setzte der Diplom-Gesellschaftswissenschaftler von 1962 bis 1963 in der 4. Flottille und von 1963 bis 1970 in der 6. Flottille der Volksmarine fort. Von 1970 bis 1982 war er Stellvertreter des Kommandeurs und Leiter der Politabteilung der Offiziershochschule der Volksmarine Karl Liebknecht in Stralsund. Am 7. Oktober 1982 wurde Heß zum Konteradmiral ernannt. Von 1982 bis 1989 war er als Nachfolger von Vizeadmiral Günter Kutzschebauch Stellvertreter des Chefs der Volksmarine und Chef der Politischen Verwaltung im Kommando der Volksmarine. Gleichzeitig war er Vorsitzender der ASV Vorwärts der Volksmarine. Am 31. Dezember 1989 wurde er in den Ruhestand entlassen.

## Auszeichnungen
- 1976 Vaterländischer Verdienstorden in Bronze
- 1984 Vaterländischer Verdienstorden in Silber
- 1984 Artur-Becker-Medaille in Gold
- 1989 Vaterländischer Verdienstorden in Gold
- Kampforden „Für Verdienste um Volk und Vaterland“ in Silber